# Cherri Rapp
Cherri Martha Rapp (Estelline, 10 novembre 1949) è un'ex cestista e allenatrice di pallacanestro statunitense.

## Carriera
Con gli Stati Uniti ha disputato due edizioni dei Campionati mondiali (1971, 1975) e due dei Giochi panamericani (Cali 1971, Città del Messico 1975.